# David Taylor (lutador)
David Taylor (Portage, 5 de dezembro de 1990) é um lutador de estilo-livre estadunidense, campeão olímpico.

## Carreira
Taylor esteve nos Jogos Olímpicos de Verão de 2020 em Tóquio, onde participou do confronto de peso meio-médio, conquistando a medalha de ouro após derrotar na final o iraniano Hassan Yazdani.